# بيرتونكور
بيرتونكورهي بلدية فرنسية تقع في إقليم الأردين في منطقة غراند إيست. 

## معرض صور

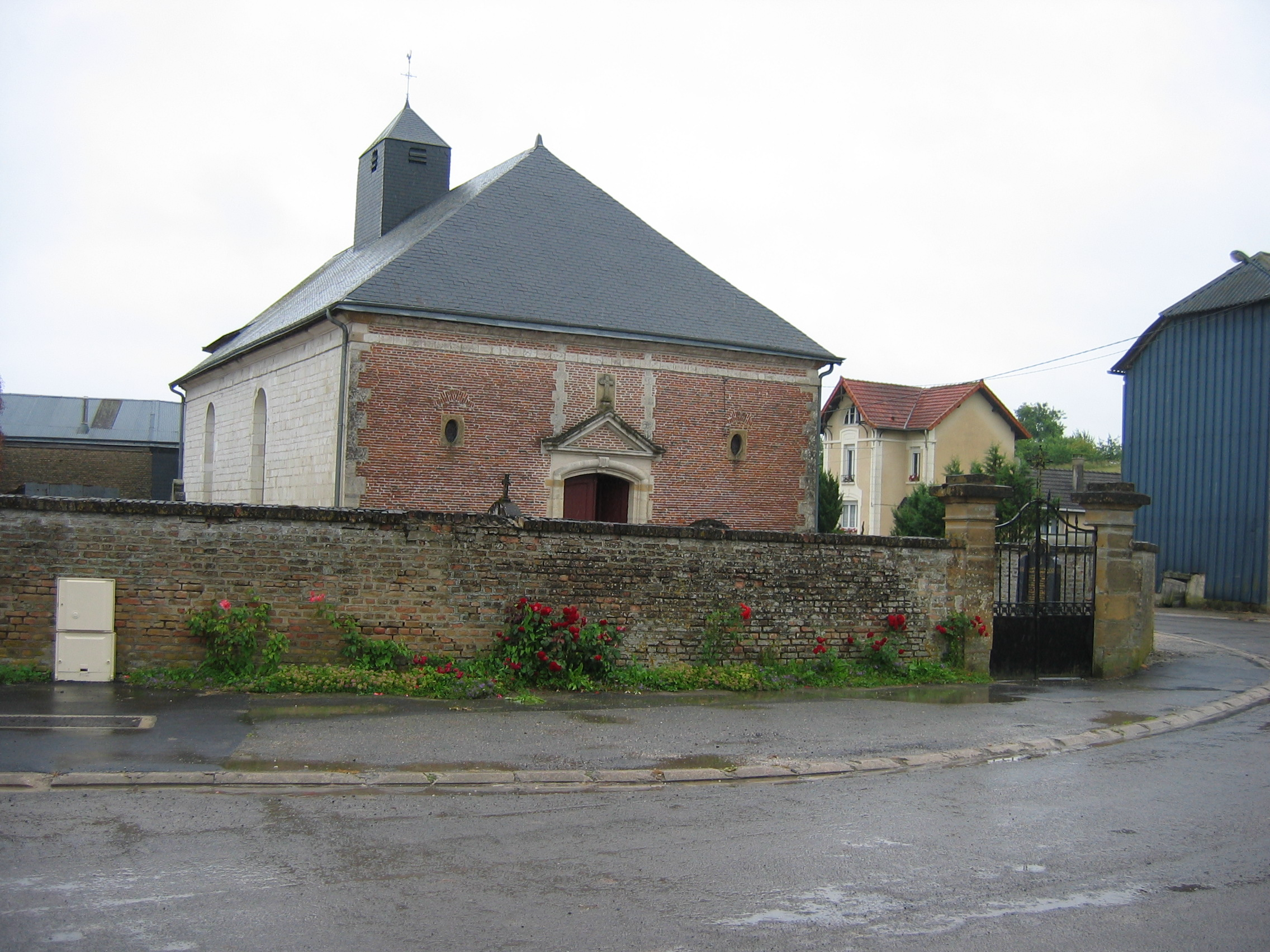
كنيسة القديس نيكولا دي بيرتونكور.
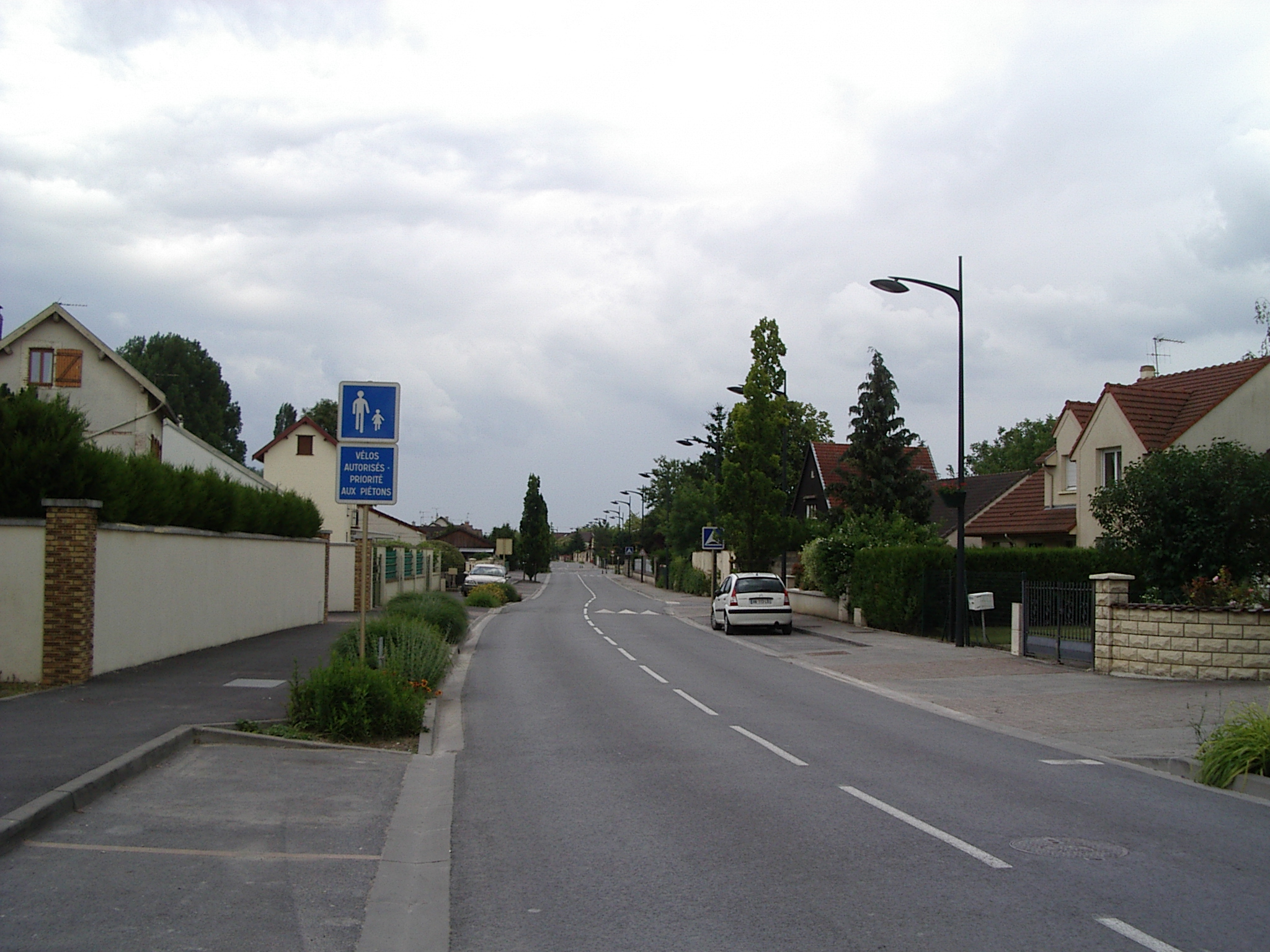
عبور القرية إلى مكان يسمى Mont de Coyant .